# Hydropsyche longipalpis
Hydropsyche longipalpis är en nattsländeart som beskrevs av Banks 1920. Hydropsyche longipalpis ingår i släktet Hydropsyche och familjen ryssjenattsländor. Inga underarter finns listade i Catalogue of Life.